# Oligia arctides
Oligia arctides är en fjärilsart som beskrevs av Otto Staudinger 1888. Oligia arctides ingår i släktet Oligia och familjen nattflyn. Inga underarter finns listade i Catalogue of Life.